# الأم 3 (لعبة فيديو)
الأم 3 (بالإنجليزية: Mother 3)‏ هي لعبة فيديو تقمص أدوار تم تطويرها بواسطة براوني براون وشركة هال لابوراتوري ونشرتها نينتندو لجهاز غيم بوي أدفانس. وهو الجزء الأخير في سلسلة العاب الأم، تم إصدارها في اليابان في 20 أبريل 2006. تتابع اللعبة الصبي لوكاس (وهو صبي صغير يتمتع بقدرات نفسية) مع مجموعة من الشخصيات أثناء محاولتهم منع جيش غازي غامض من إفساد العالم وتدميره.
مثل الأجزاء السابقة، تركز لعبة موذر 3 على استكشاف عالم اللعبة من منظور من أعلى إلى أسفل والمشاركة في القتال القائم على الأدوار مع الأعداء.
امتد تطوير اللعبة لمدة اثني عشر عامًا في إصدار يناسب أربع أجهزة، بدءًا من عام 1994 لـ سوبر نينتندو إنترتينمنت سيستم ثم الانتقال إلى نينتندو 64 و64DD . تم إلغاؤه في البداية في عام 2000، ولكن تم استئناف التطوير في عام 2003 لـ غيم بوي أدفانس.
حقق الجزء الثالث نجاحًا نقديًا وتجاريًا، وحظيت بالثناء على تطوير شخصيتها، والرسومات، والموسيقى، والقصة العاطفية، والموضوعات الناضجة؛ ومع ذلك، يعتقد البعض أن طريقة لعبها لم تقدم سوى القليل من الابتكارات لنوع لعب الأدوار. لم يتم إطلاق اللعبة خارج اليابان أبدًا، على الرغم من أنها ولدت متابعين. أصدر مجتمع الإنترنت Starmen.net ترجمة غير رسمية للمعجبين باللغة الإنجليزية في عام 2008، وحصلت على أكثر من 100,000 تنزيل في غضون أسبوع. أعيد إصدار لعبة موذر 3 للـ فرتشول كونسول الخاص بجهاز الـ وي يو في اليابان في عام 2016.

## أسلوب اللعب
لعبة موذر 3 هي لعبة فيديو تقمص الأدوار فردي تلعب دورًا مشابهًا للألعاب السابقة في سلسلة ألعاب الأم.[بحاجة لمصدر] يقوم اللاعب بالتحكم في مجموعة من الشخصيات باللعبة والذي يستكشف اللعبة في بيئة عالم خيالي ثنائية الأبعاد، كما هو موضح في المقام الأول من وجهة نظر من أعلى إلى أسفل. أثناء التنقل في اللعبة، يمكن للاعب التحدث مع شخصيات غير لاعبة أو الحصول على عناصر أو مواجهة أعداء. الفوز في المعارك ضد الأعداء يمنح نقاط الخبرة للمجموعة، وهو أمر ضروري للتسوية. يؤدي رفع مستوى الشخصية إلى تحسين سماتها الفردية بشكل دائم مثل نقاط الإصابة القصوى (HP) ونقاط القوة (PP) والهجوم والدفاع. يمكن تجهيز الأسلحة أو الدروع أو الملحقات على شخصية ما لزيادة سمات معينة.
يمكن للاعب استعادة نقاط الضرب HP ونقاط القوة PP لشخصياتهم أو علاج أمراض الحالة المختلفة من خلال زيارة الينابيع الساخنة المتوفرة بكثرة في عالم اللعبة، ويمكن للاعب حفظ اللعبة من خلال التحدث إلى الضفادع.
يتم تقديم العملة في النصف الأخير من اللعبة باسم نقاط التنين (DP)، والتي يتم ربحها من خلال الفوز في المعارك واستخدامها لشراء العناصر. يمكن للاعب إيداع أو سحب نقاط التنين DP من الضفادع.[بحاجة لمصدر]
لعبة الأم 3 تحتفظ بنظام المعارك القائم على الدور المميز في لعبة ايرث باوند، فعندما يتلامس اللاعب مع عدو في العالم الآخر، تنتقل اللعبة إلى شاشة المعركة.
يتم عرض المعارك من منظور الشخص الأول المفترض، حيث تُظهر الأعداء مقابل خلفية متحركة مشوهة.
ويمكن للاعب تعيين كل شخصية في مجموعته للقيام بعمل ما، مثل مهاجمة عدو أو استخدام عناصر لاستعادة نقاط الضرب HP أو نقاط القوة PP.
يمكن لبعض الشخصيات استخدام القدرات المستندة إلى نفسية المشار إليها باسم PSI ، والتي تتضمن هجمات أقوى وقدرات علاجية، وتتطلب تنفيذ نقاط قوة PP.
مثل لعبة ايرث باوند، يستخدم القتال نظام "Rolling health": عندما يصاب أحد شخصيات اللاعب، فإن نقاط الضرب HP الخاصة به سوف تتدحرج تدريجيًا على غرار عداد المسافات، بدلاً من التناقص الفوري.
يسمح هذا للشخص المصاب بجروح قاتلة بأداء أعمال مثل مهاجمة أو شفاء نفسه، طالما أن اللاعب يتصرف بسرعة كافية.
وإذا فقدت شخصية ما كل نقاط الضرب HP ، فإنها ستفقد وعيها ولا يمكنها المشاركة ما لم يتم انعاشها بواسطة شخصية أخرى. يخسر اللاعب معركة إذا فقدت جميع الشخصيات الوعي؛ سيتم منح اللاعب بعد ذلك الخيار لمواصلة اللعب من أقرب نقطة حفظ، ولكن مع فقد نصف نقاط دراجون DP على شخصه.
تشتمل لعبة موذر 3 على نظام كومبو موسيقي فريد لم نشهده في ألعاب موذر السابقة، فعندما تهاجم إحدى شخصيات اللاعب مباشرة عدوًا بسلاح، يمكنهم مهاجمة العدو بشكل متكرر بالضغط على الزر في الوقت المناسب مع إيقاع، مع امتلاك كل عدو موضوعًا موسيقيًا بإيقاعات مختلفة. باستخدام هذا النظام، يمكن للاعب مهاجمة العدو حتى ستة عشر مرة على التوالي.
عندما لا تكون الإيقاع الصحيح واضحًا، يمكن للاعب أن يضع العدو في وضع السكون لعزل الإيقاع عن الموسيقى.

## الحبكة
تجري اللعبة في جزر بمكان ما خيالي بطول غير معروف من الوقت بعد أحداث اللعبة السابقة ايرث باوند.
أما الجزء الثالث «الأم 3» قصتها مكونة من ثمانية فصول، بما في ذلك المقدمة. 
تبدأ اللعبة بالتوأم لوكاس وكلاوس ووالدتهما هيناوا يقومون بزيارة والدها الذي يعيش في المناطق الشمالية من الجزر.
وأثناء إقامتهم، يتم الغزو لمكان إقامتهم (قرية تازميلي) من قبل قوى غامضة تعرف باسم جيش بيج ماسك.
ويستيقظ السيد فلينت (زوج هيناوا) على حريق غابة قام به جيش العدو. وعندما يعلم أن عائلته لم تعد، يبحث عنهم، ويكتشف أن زوجته هيناوا قُتلت على يد دراغوس الذي يحمي لوكاس وكلوز، وأن كلاوس قد اختفى. بينما دفنت زوجته هيناوا، ويحاول فلينت البحث عن كلاوس، لكنه لم يتمكن من العثور عليه.
في الفصل الثاني، يلتقي اللص المبتدئ داستر بالأميرة كوماتورا أثناء سرقة بيضة غامضة من قلعة مهجورة، ويختفي هو والبيضة بعد وقوعهما في الفخ.
في الفصل الثالث، يتم تقديم قرية تازميلي، والتي دمرت بعد فقد السيدة هيناوا، إلى أجهزة غامضة تسمى الصناديق السعيدة بواسطة بائع متجول غامض والذي يستخدم قردًا مأسورًا ومعذبًا يُدعى Salsa لجذب المشترين المحتملين، ثم يهرب القرد سالسا بعد تعرض مالكه لهجوم من قبل دراغوس بقيادة لوكاس.
في الفصل الرابع، وبعد مرور ثلاث سنوات، يتم تحديث قرية تامزيلي بمحطات السكك الحديدية والشركات والمساكن الحديثة في الضواحي.
ويتعلم لوكاس قوى نفسية من مخلوق خارق القوة محب للخير يعرف باسم Magypsy ، ويستعيد المنفضة المفقودة كزميل في الفرقة، ويجند Kumatora المختبئ كخادم في النادي.
في الفصل الخامس، يستعيد لوكاس، داستر، وكوماتورا البيضة الغامضة التي يُقال إنها تحمل أسرار العالم ويلتقي برجل مقنع غامض.
في الفصل السادس، يرى لوكاس رؤى والدته في حقل عباد الشمس.
في الفصل السابع، يتعرف لوكاس وكلبه، بوني، على الإبر السبعة التي يحتفظ بها سبعة من Magypsies التي تقضي على تنين نائم تحت الأرض.
وتنبأت نبوءة بأن «الشخص المختار» سيأتي لسحب الإبر وإيقاظ التنين وتحديد مصير العالم.
ويتسابق لوكاس والرجل المقنع لسحب جميع الإبر السبعة.
تأخذ الإبرة الأخيرة لوكاس وشركته إلى مدينة نيويورك في الفصل الثامن، حيث تم الكشف عن بوركي مينش، الخصم الثانوي في لعبة موذر 2 ، كحاكم لجيش Pigmask.
في مبنى Empire Pork ، يهزم لوكاس بوركي، الذي يختم نفسه بشكل دائم في كبسولته الآمنة للغاية.
وفي الإبرة الأخيرة، يتم الكشف عن أن الرجل المقنع هو كلاوس مغسول الدماغ، خلال المعركة بين لوكاس ونفسه، وتعيد ذكرى والدته إنسانيته. ويحاول الانتحار حزنا على أفعاله وأمه، ولكنه يسحب الإبرة الأخيرة، ويوقظ التنين ويدمر جزر اللامكان. في خاتمة تدور أحداثها في الظلام، يكتشف طاقم اللعبة أنهم نجوا. 
في الإطار النهائي، يظهر شعار لعبة موذر 3 أنه مصنوع بالكامل من الخشب بدلاً من المعدن.

## التطوير

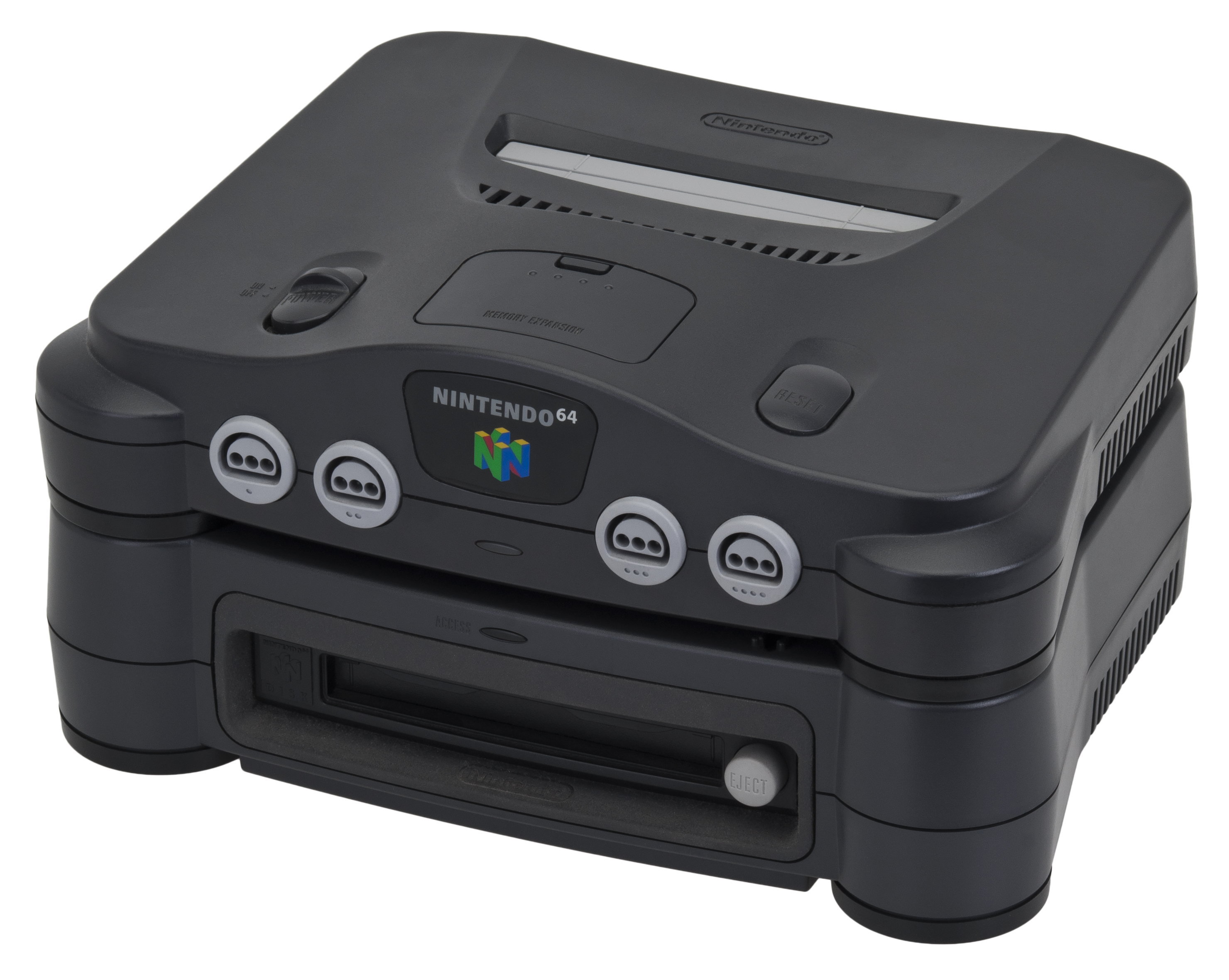
تم تصميم اللعبة للطرفية الإضافية 64DD ، والتي تظهر هنا على أنها مثبتة أسفل نينتندو 64.

بدأ تطوير لعبة موذر في عام 1994 لجهاز سوبر نينتندو إنترتينمنت سيستم مع شيغيرو مياموتو وساتورو إواتا كمنتجين.
وتألف الفريق في الغالب من أعضاء مشاركين في تطوير اللعبة السابقة المسماة ايرث باوند والمستوحاة من لعبة سوبر ماريو 64 ، وانتقل الفريق من سوبر نينتندو إنترتينمنت سيستم إلى نينتندو 64 ، معتقدين أنه يمكنهم أيضًا الازدهار بشكل إبداعي من خلال إنشاء عالم ثلاثي الأبعاد بدون قيود تقنية.
ومع ذلك، فقد تجاوزت مواصفاتها المبكرة قدرات وحدود الذاكرة الخاصة بـ نينتندو 64 ؛ وفي منتصف الطريق من خلال التطوير، قام الفريق بتقليص نطاقه الكبير وغير النظام الأساسي إلى 64DD ، وهو ملحق توسع نينتندو 64 تم إصداره لاحقًا في اليابان فقط في عام 1999 وكان من المتوقع أن تكون لعبة موذر 3 عبارة عن لعبة إطلاق على نظام 64DD ، ولكن تحول التطوير مرة أخرى إلى نينتندو 64 بعد فشل 64DD التجاري.
عرضت نينتندو عرضًا تجريبيًا لـ لعبة موذر 3 في معرض نينتندو Space World التجاري لعام 1999.
وكان من المتوقع أن تصدر في أمريكا الشمالية تحت عنوان ايرث باوند 64، على خرطوشة بمساحة 256- ميغابت، على غرار لعبة ذا ليجند أوف زيلدا: أوكرينا أوف تايم. تفاعلت شركة آي جي إن بشكل إيجابي مع العرض التوضيحي وقارنت السرد متعدد الشخصيات مع سوبر نينتندو إنترتينمنت سيستم RPG Live A Live في اليابان فقط ، وصنف قراء مجلة ألعاب فيديو اليابانية فاميتسو اللعبة على أنها واحدة من أفضل عشرة ألعاب متوقعة في نهاية عام 1999.
في أواخر أغسطس 2000 أعلن شيجيساتو ايتوي أنه تم إلغاء لعبة موذر 3 بعد عدد من التأخيرات. أوضح كل من ساتورو إواتا وشيغيرو مياموتو في مقابلة أنه تم نقل الموارد للتطوير على نينتندو غيم كيوب (الجهاز المنزلي التالي من نينتندو).
وصرح شيجيساتو ايتوي أنه كان من الضروري استغراق عامين إضافيين لإنهاء اللعبة، والتي كانت 30 ٪ مكتملة في وقت الإلغاء.
وصرح ساتورو إواتا أن التركيز على الرسومات ثلاثية الأبعاد جعل المشروع مفرطًا في التعقيد. ذكر شيغيرو مياموتو أيضًا أن امتياز Mother لم يتم التخلي عنه وأنه لا يزال مهتمًا بجعل اللعبة تؤتي ثمارها.
في عام 2003، في إعلان تجاري ياباني للعبة التجميع موذر 1+2 ، أعلنت نينتندو أنها أعادت تطوير لعبة موذر 3 لجهاز غيم بوي أدفانس المحمول. كان شيجيساتو ايتوي يعتقد أن إعادة تشغيل المشروع أمر مستحيل لكنه غير رأيه بعد التشجيع من القاعدة الجماهيرية الأم .
وطورت شركة براوني براون التابعة لشركة نينتندو اللعبة، مع مدخلات من شركة Itoi. بينما تم تغيير الرسومات من ثلاثية الأبعاد إلى ثنائية الأبعاد، ولم يتم تغيير القصة.
اكتملت لعبة موذر 3 بنسبة 60٪ بحلول يوليو 2004، وتم إصدارها في 20 أبريل 2006 في اليابان.

### التصميم
فكرت في المفهوم الكامن وراء موذر 3 في نهاية إنتاج موذر 2 ، «قصة بوليسية حيث كانت المدينة الشخصية الرئيسية». لقد فكر في محقق خاص مختلِق، صغير الحجم، منخرط في قضية قتل كبيرة، وستتكشف القصة من كاتبة شابة في محل لبيع الزهور تتذكر ببطء أجزاء من قصة مرتبطة بالمؤامرة. وهكذا، يبدو أن المدينة تنمو. كانت فكرة «مكان واحد يتغير بمرور الوقت» محورية بالنسبة إلى الأم 3. على عكس ألعاب تقمص الأدوار السابقة، التي رآها «أفلام طريق» بدون سبب وجيه لإعادة زيارتها، أراد اللاعب أن يرى ثرثرة البلدة تنمو ديناميكيًا. كان كافيًا للخروج عن المسلسل أن تساءل فريق التطوير عما إذا كان المعجبون سيعتبرونه جزءًا من المسلسل. قصد إيتوي أن تحتوي اللعبة على 12 فصلاً مع ميكانيكا اللعبة المختلفة وشخصيات اللاعب المتناوبة. تصور التطوير على أنه دمى متحركة ثلاثية الأبعاد قبل أن يدرك درجة البرمجة المطلوبة. مع استمرار التطور، قلل إيتوي من نطاق الفصول حتى تركت سبعة أو تسعة. كان «الجمال غير المريح» للكيميرا - دمج العديد من المخلوقات في واحد - أمرًا أساسيًا في اللعبة والفكرة وراء شعار موذر 3 المعدني والخشبي. كان إيتوي يلعب دورًا أقل كمدير وأكثر كعضو في الفريق وكاتب سيناريو مقارنة بدورات تطور الأم السابقة. لقد رأى نفسه في نفس الوقت يصنع اللعبة التي يريد أن يلعبها ويضع الفخاخ للاعب، كما أنه يصنع لعبة لم تستطع نينتندو القيام بها.
اختار إيتوي استخدام نمط البكسل لـ ايرث باوند لـ غيم بوي ادفانس موذر 3 لأنه لم يكن مهتمًا باتجاهات رسومات الكمبيوتر. تمت كتابة ألعاب المسلسل بأبجدية هيراغانا بدلاً من كانجي (الأحرف الصينية) حتى تظل في متناول الأطفال الصغار. وصف إيتوي عالم اللعبة بأنه يحكمه صراع القوة «القوة يساوي الحق ... الذكورية». صُمم الخصم، بوركي، ليكون «رمزًا للبشرية»، مكملاً وجهة نظر إيتوي للشر على نطاق أخلاقي قابل للاستبدال بـ «المزح» و «الجرائم» في أقصى حدودها. قارن إيتوي الطريقة التي تدرك بها الشخصيات قوتها النفسية بالحيض وأضافت أن علم وظائف الأعضاء البشري كان «أحد موضوعاته». يتعرق اللاعبون عندما يتعلمون قدرة بناءً على اعتقاد إيتوي بأن الكفاح البدني يسهل النمو. كما قام بتضمين شخصيات مثل Magypsies و Duster (الذي لديه ساق سيئة) لإظهار قيمة وجود أصدقاء بصفات مختلفة.
ومن بين موضوعاته الأخرى ازدواجية جدية الألعاب وخفة قلبها، ولهذا أضاف مشهد موت خطير إلى الفصل الأول. كانت نسخة إيتوي من نينتندو 64 من النهاية أكثر قتامة، «قذرة»، وأكثر إزعاجًا، على الرغم من أن النسخة النهائية تغيرت قليلاً في المفهوم. عزا إيتوي التغيير في النغمة إلى نموه وتكوين شخصية فريق التطوير الجديد. فكر إيتوي لاحقًا في درس النهاية حول فضيلة مساعدة الأشرار. شعر إيتوي أن موضوع تجديد النهاية يعكس نظرته للعالم لتقدير وقتنا على الأرض في ضوء النهاية الحتمية للكوكب. تم كتابة الكثير من النص المتبقي بعد ساعات في فندق محلي حيث سيواصلون عملهم.

### الموسيقى
قام شوجو ساكاي، مؤلف ألعاب الفيديو في هال لابوراتوري والذي تضمنت أعماله السابقة موسيقى Kirby Air Ride وسوبر سماش برذرز ميلي، بتأليف الموسيقى التصويرية لـ موذر 3. صرح شيجيساتو إيتوي أنه تم اختيار Sakai للدور نظرًا لفهمه العميق لقصة اللعبة وسلسلة ايرث باوند بشكل عام، بالإضافة إلى حقيقة أن مؤلفي ايرث باوند Keiichi Suzuki و Hirokazu Tanaka لم يكونوا متوفرين. عمل ساكاي على جعل الموسيقى تبدو مشابهة للإدخالات السابقة في المسلسل. تم إصدار الموسيقى التصويرية لـ موذذر 3 على قرص مضغوط في 2 نوفمبر 2006. كتب Kyle Miller من RPGFan أن اللعبة احتفظت بغرابة الموسيقى التصويرية السابقة في السلسلة على الرغم من التغيير في الملحنين. وجد النصف الثاني من الألبوم، الذي تضمن إعادة تفسير «كلاسيكيات» من المسلسل، ليكون الأقوى.
"Love Theme"، الأغنية الرئيسي للعبة، تألف في وقت متأخر من تطوير اللعبة؛ في وقت سابق من التطوير، كان إيتوي يعتزم استخدام موضوع "Pigmask Army" باعتباره الموضوع الرئيسي للعبة. لكن أثناء إنشاء مشهد مهم في اللعبة، طُلب من ساكاي إنشاء أغنية يكون لها تأثير أكبر من موضوع بيغماسك؛ عند إنشائها، تم اختيارها لتكون الموضوع الرئيسي بدلاً من أغنية "Pigmask Army". يدعي إيتوي أنه نظرًا لمدى سرعة تأليف ساكاي للأغنية، فقد كان «ينتظر الأمر» لتأليف أغنية مثل «أغنية الحب». طلب Itoi أن يكون «موضوع الحب» قابلاً للعب على البيانو بإصبع واحد فقط، حيث أن موضوع «ثمانية ألحان» من موذر قد اكتسب شعبية وتم عزفه في المدارس الابتدائية بسبب بساطته. «موافق ديسو كا؟» الذي يلعب بعد أن يختار اللاعب اسم الشخصية تم تسجيله دون علم إيتوي من قبل هيروكازو تاناكا قبل أكثر من عقد من إطلاق سراح الأم 3.

## إطلاق الإصدار

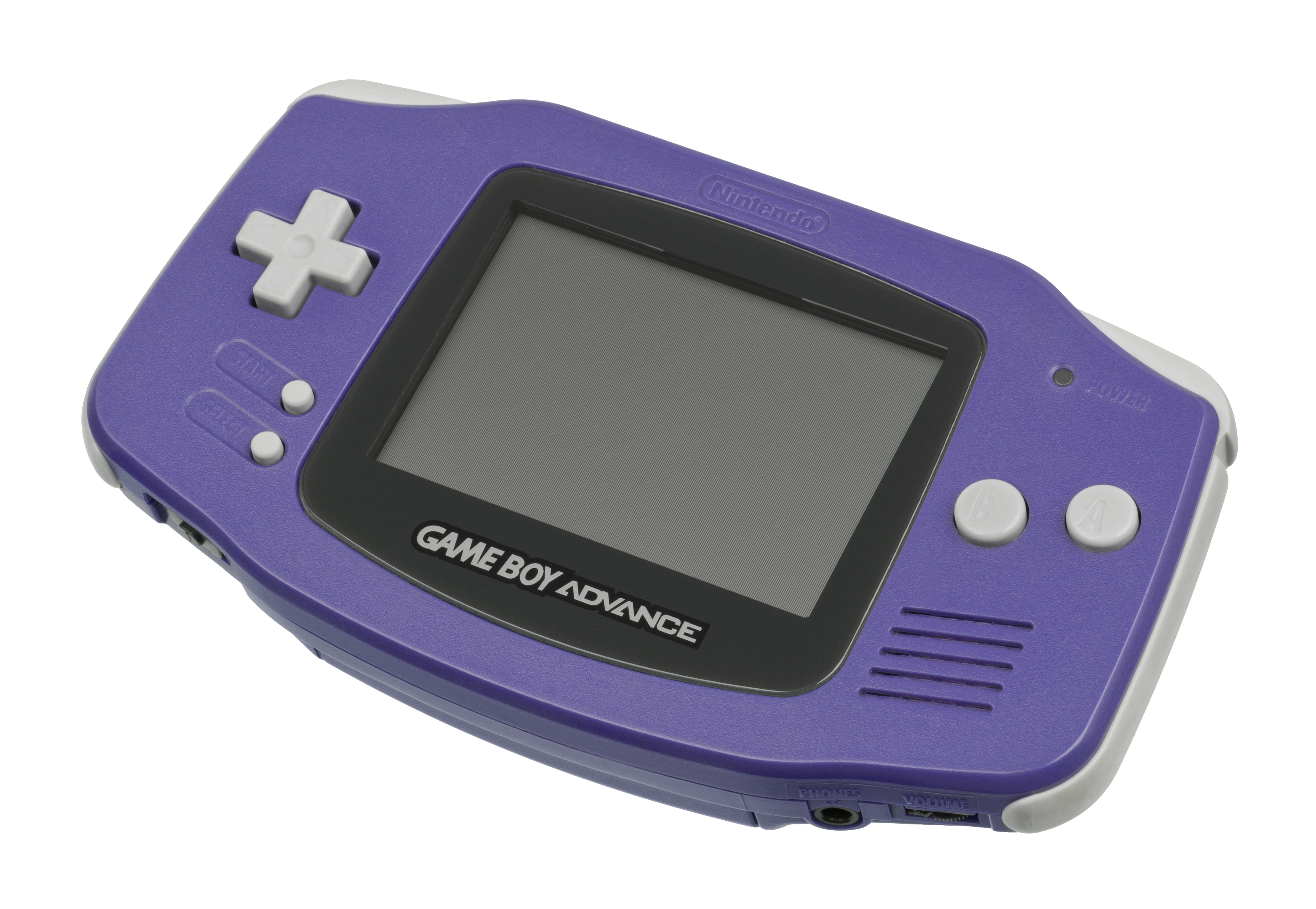
امتدت تطوير أم 3 ' أربعة لوحات المفاتيح. تم إصدار اللعبة في النهاية لجهاز غيم بوي أدفانس المحمول.

تم إصدار الجزء الثالث من الللعبة في اليابان في 20 أبريل 2006، حيث أصبحت من أكثر الألعاب مبيعًا.
قبل إصدارها، كانت اللعبة في «أفضل خمس ألعاب مطلوبة» من فاميتسو وفي الجزء العلوي من قوائم الألعاب اليابانية المطلوبة مسبقًا.
في مرحلة ما قبل صدورها، كان لحن "Love Theme" الخاص باللعبة سيعزف كموسيقى معلقة لـ Japan Post .
تم إنتاج إصدار محدود من مجموعة Deluxe Box Set بإصدار خاص لجهاز غيم بوي مايكرو ودبوس Franklin Badge. تم تسويق اللعبة في اليابان من خلال إعلان تلفزيوني جعل الممثلة اليابانية كو شيباساكي على وشك البكاء وهي تشرح مشاعرها تجاه اموذر 3، علق شيجيساتو ايتوي على إن أدائها كان غير مكتوب.
في 17 ديسمبر 2015، تم إصدار اللعبة للـ فرتشول كونسول الياباني الخاص بجهاز الـ وي يو. وفقًا لعمران خان لمحرر غيم إنفورمر، خططت شركة نينتندو لتوطين اللغة الإنجليزية، ولكن يُزعم أنها ألغتها بسبب مخاوف من أن الموضوع الرئيسي للفجيعة، وكذلك حالات تعاطي المخدرات والقسوة على الحيوانات، قد تثير الجدل.

### ترجمة المعجبين
لم تحصل موذر 3 على تصريح رسمي خارج اليابان. في 17 أكتوبر 2008، أصدرت Starmen.net تصحيحًا لترجمة المعجبين، والذي عند تطبيقه على نسخة من خرطوشة لعبة موذر 3، يترجم كل نص اللعبة إلى اللغة الإنجليزية. صرح Reid Young ، المؤسس المشارك لـ Starmen.net ، أنه عندما أدركوا أن نينتندو لن تقوم بترجمة لعبة موذر 3، قرروا القيام بالمهمة، لأنفسهم ولمحبي اللعبة. تألف فريق الترجمة من حوالي عشرة أفراد، بما في ذلك قائد المشروع كلايد «توماتو» مانديلين، وهو مترجم محترف من اليابانية إلى الإنجليزية.
استغرق المشروع عامين وآلاف ساعات العمل لإكماله؛ وقدرت التكلفة النظرية للترجمة بـ 30 ألف دولار.
تضمن المشروع ترجمة وكتابة ومراجعة حوالي 1000 صفحة من نص اللعبة بالإضافة إلى قرصنة ROM واسعة النطاق واختبار للتأكد من أن اللعبة تعرض النص المترجم بشكل صحيح وصحيح.
تضمنت الترجمة انحرافات طفيفة عن الأصل، مثل توطين أسماء الأماكن والتورية.
تم إجراء بعض التغييرات الدراماتيكية، ولكن تمت إعادة تسمية بعض الشخصيات والمواقع.
على سبيل المثال، الشخصية "Yokuba"، والمستمدة فضفاضة من yokubō ‎ (欲望) تم تغيير الاسم إلى فساد "Fassad"، والمستمدة من الكلمة الفرنسية الواجهة Facade و، بالمناسبة، كلمة FASAD بالعربية تعني (فساد، «الفساد»).
استلزم قرصنة ROM تغييرات على مستوى التجميع في رمز اللعبة لدعم ميزات مثل الخطوط المتغيرة العرض.
 وذكر الفريق أن «أعلى المستويات» في شركة نينتندو الأمريكية كانت على علم بمشروعهم، على الرغم من أنهم لم يتدخلوا.
خطط فريق الترجمة لإنهاء المشروع إذا كانت نينتندو ستصدر إعلانًا حول مستقبل اللعبة، أو إذا طُلب منهم التوقف عن تطوير الترجمة.
لقد أقروا بأن قانونية التوطين كانت غير واضحة لأن الترجمة النهائية تتطلب استخدام المحاكي.
تم تنزيل تصحيح الترجمة أكثر من 100000 مرة في الأسبوع الأول التالي لإصداره.
إلى جانب الترجمة، أعلن الفريق عن دليل لعبة موذر 3، وهو دليل الاستخدام إنجليزي للعبة التي كانت قيد التطوير منذ يونيو 2008.
ذكر موقع Wired أن دليل اللاعب المكون من 200 صفحة بالألوان الكاملة يشبه دليل إستراتيجية احترافي، بجودة «على قدم المساواة مع. . . ألعاب بريما وألعاب برادي».
استشهد موقع The Verge بترجمة المعجبين لمدة عامين لـ موذر 3 كدليل على تفاني قاعدة المعجبين، ووصفتها جيني لادا من TechnologyTell بأنها «بلا شك واحدة من أشهر ترجمات المعجبين في الوجود»، مع ترجمات نشطة إلى لغات أخرى.

## التقييم
| التقييم |        |
| --- | ------ |
| نتائج المراجعة نشرة نقاط يورو غيمر 7/10 [ 16 ] فاميتسو 35/40 [ 17 ] مجلة إن جي سي 77/100 [ 18 ] RPGamer 4/5 |        |
| نتائج المراجعة                                                                                              |        |
| نشرة | نقاط   |
| يورو غيمر                                                                                                   | 7/10   |
| فاميتسو | 35/40  |
| مجلة إن جي سي                                                                                               | 77/100 |
| RPGamer | 4/5    |

باعت لعبة موذر 3 حوالي 200,000 نسخة في الأسبوع الأول من المبيعات في اليابان، وعلى الرغم من عدم وجود توطين باللغة الإنجليزية، استوردها النقاد لاستقبالها وأعطوها تقييمات إيجابية في الغالب.     
كانت واحدة من أفضل 20 لعبة مبيعًا في اليابان للنصف الأول من عام 2006، وحصلت على درجة «قاعة الشهرة البلاتينية» بنسبة 35/40 من المراجع الياباني فاميتسو.
أنهى العام ببيع أكثر من 368,000 نسخة، وهو رقم 36 في أعلى مبيعات من هذا العام في اليابان.
وصفتها جيني لادا من TechnologyTell بأنها لعبة لعب الأدوار «المثالية» من غيم بوي أدفانس.
أشاد المراجعون بقصتها (على الرغم من أن اللعبة كانت متوفرة فقط باللغة اليابانية) والرسومات، وأعربوا عن أسفهم لآليات لعب الأدوار في التسعينيات.
كما أثنى النقاد على موسيقاها.   
وأشار مراجعين فاميتسو مستوى التفاصيل من اللعبة الاتجاه، وسهولة الوصول وخفة دم من القصة، على غرار فن غير تقليدي، والميكانيكا كلعبة تقليدية. لقد اعتبروا المعارك الموقوتة مفيدة وصعبة.

## ميراث
كتب العديد من النقاد أن لعبة موذر 3 كانت واحدة من أفضل ألعاب لعب الأدوار لـ غيم بوي أدفانس.
قال جيريمي سينيور من غيم برو: ' "انها من أفضل الألعاب اليابانية بسبب الاهتمام بالتفاصيل.
افترض تيم روجرز أن لعبة موذر 3 كانت «أقرب الألعاب إلى الأدب حتى الآن».[بحاجة لمصدر]
وكثيرا ما انتقدت نينتندو لعدم وجود الأم 3 من إطلاق الدولي.
أشارت IGN إلى سلسلة موذر باعتبارها «مهملة» فيما يتعلق بأن لعبة ايرث باوند هي اللعبة الوحيدة التي تم إصدارها خارج اليابان على مدار العقود حتى عام 2015.
كتب بوب ماكي من موقع 1UP.com عن لعبة موذر 3 أنه «لم تحصل أي لعبة أخرى في تاريخ الوقت على مثل هذا الطلب المسعور على الترجمة»، وكتب كريس بلانت من UGO Networks أن عدم وجود ترجمة رسمية للغة الإنجليزية لعبة موذر 3 كانت واحدة من «أسوأ نكسات القلب» لعام 2008.
قال فرانك كارون من Ars Technica أن «المهمة الهائلة لترجمة المعجبين ... تقف على أنها نجاح هائل» وأنه «لا يمكن للمرء حتى أن يبدأ بفهم سبب عدم رؤية نينتندو مناسبًا لإصدار اللعبة في الغرب.»
على الرغم من الإشادة، صرح كاتب سلسلة موذر شيجيساتو ايتوي أنه ليس لديه أي خطط لإنشاء جزء رابع للسلسلة.

## روابط خارجية
- الموقع الرسمي
 باللغة اليابانية